# Estret de Gibraltar
L'estret de Gibraltar (àrab: مضيق جبل طارق, Maḍīq Jabal Ṭāriq; castellà: Estrecho de Gibraltar; anglès: Strait of Gibraltar) és un estret que comunica l'oceà Atlàntic amb la mar Mediterrània i que separa Europa d'Àfrica. Concretament, la Mediterrània pren el nom de mar d'Alboran a llevant de l'estret, mentre que l'Atlàntic s'obre al nord en l'anomenat golf de Cadis. Al nord de l'estret es troben Espanya i Gibraltar (Regne Unit); al sud, el Marroc i la ciutat de Ceuta (Espanya).
En fan difícil la navegació dos corrents marins de sentit contrari: un de superficial (oest-est), amb aigua atlàntica, força freda i poc salada, i un altre de profund (est-oest), amb aigua mediterrània, no tan freda i més salada.
Antigament era conegut com les Columnes d'Hèrcules. La profunditat màxima és de 1000 m i l'amplada mínima fa 14,4 km. Els ferris creuen entre els dos continents cada dia en tan sols 35 minuts.
L'estret es troba a les aigües territorials del Marroc, Espanya i el territori britànic d'ultramar de Gibraltar. Segons la Convenció de les Nacions Unides sobre el Dret del Mar, els vaixells i aeronaus estrangers tenen llibertat de navegació i sobrevol per creuar l'estret de Gibraltar en cas de trànsit continu.

## Etimologia
L'estret i el penyal de Gibraltar deuen el seu nom a una deformació de Jabal Tàriq (جبل طارق), muntanya de Tàriq, per Tàriq ibn Ziyad, que el 711 va travessar l'estret par atacar la Hispània visigòtica, en la primera incursió musulmana a la península Ibèrica.
També es coneix com l’intestí de Gibraltar (encara que això és majoritàriament arcaic), l'STROG (estret de Gibraltar) en ús naval.
Un altre nom àrab és [Bāb al-maghrib] Error: {{Transliteration}}: transliteration text not Latin script (pos 16: م) (ajuda) (àrab: باب المغرب), que significa «Porta de l'Oest» o «Porta de la posta de sol», i, a més, «Porta del Magrib» o «Porta del Marroc». A l'edat mitjana s'anomenava en àrab Az-Zuqāq (الزقاق), «el Passatge» i pels romans Fretum Gaditanum (Estret de Cadis).
En llatí s'ha anomenat Fretum Herculeum, basat en el nom de l'antiguitat Columnes d'Hèrcules (grec antic: αἱ Ἡράκλειοι στῆλαι, hai Hērákleioi stêlai), referint-se a les muntanyes com a columnes, flanquejant l'estret.

## Formació
La península era una serralada muntanyosa fa 5,3 milions d'anys, quan per l'enfonsament del fons marí de l'oceà atlàntic que va col·lapsar la carena que unia les serralades Bètica i Rif, que abracen les costes de l'actual península ibèrica i el Marroc, va quedar envoltada d'aigua per la inundació del Zanclià.

## Ubicació

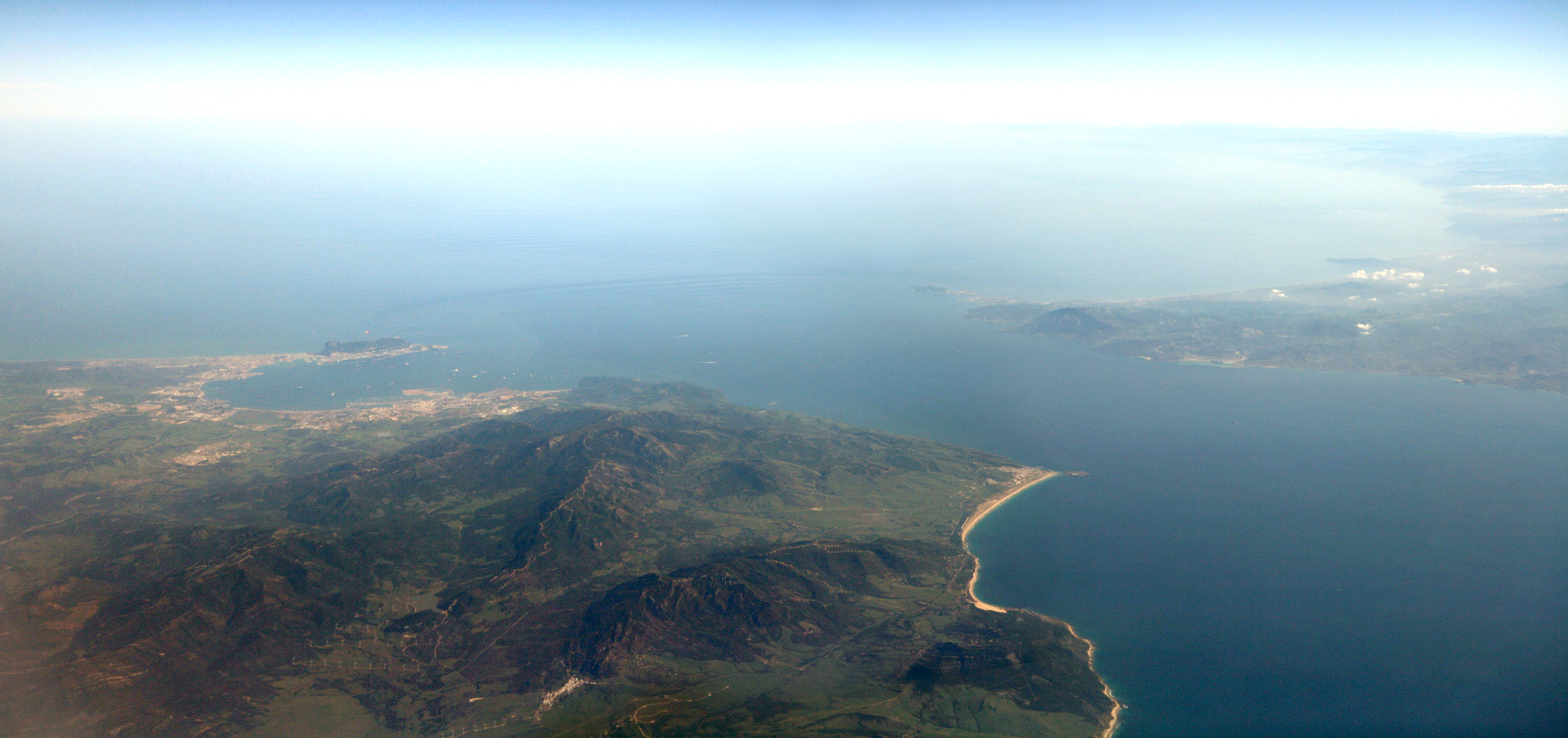
Europa (esquerra) i Àfrica (dreta)

A la banda nord de l'estret hi ha Espanya i Gibraltar (un territori britànic d'ultramar a la península Ibèrica), mentre que a la banda sud hi ha el Marroc i Ceuta (ciutat autònoma espanyola al nord d'Àfrica).
A causa de la seva ubicació, l'estret és un punt habitual de la immigració il·legal d'Àfrica a Europa.

### Extensió
L'Organització Hidrogràfica Internacional defineix els límits de l'estret de Gibraltar de la següent manera:
A l'oest. Una línia que uneix el Cap Trafalgar aambel Cap Espartel.
A l'est. Una línia que uneix Punta d'Europa amb Península d'Almina.

## Patrons especials de flux i ones
L'estret de Gibraltar uneix l'oceà Atlàntic directament amb el mar Mediterrani. Aquest enllaç directe crea certs patrons de flux i ones únics. Aquests patrons únics es creen a causa de la interacció de diverses forces d'evaporació regionals i globals, temperatures de l'aigua, forces de marea i forces del vent.

### Afluència i sortida

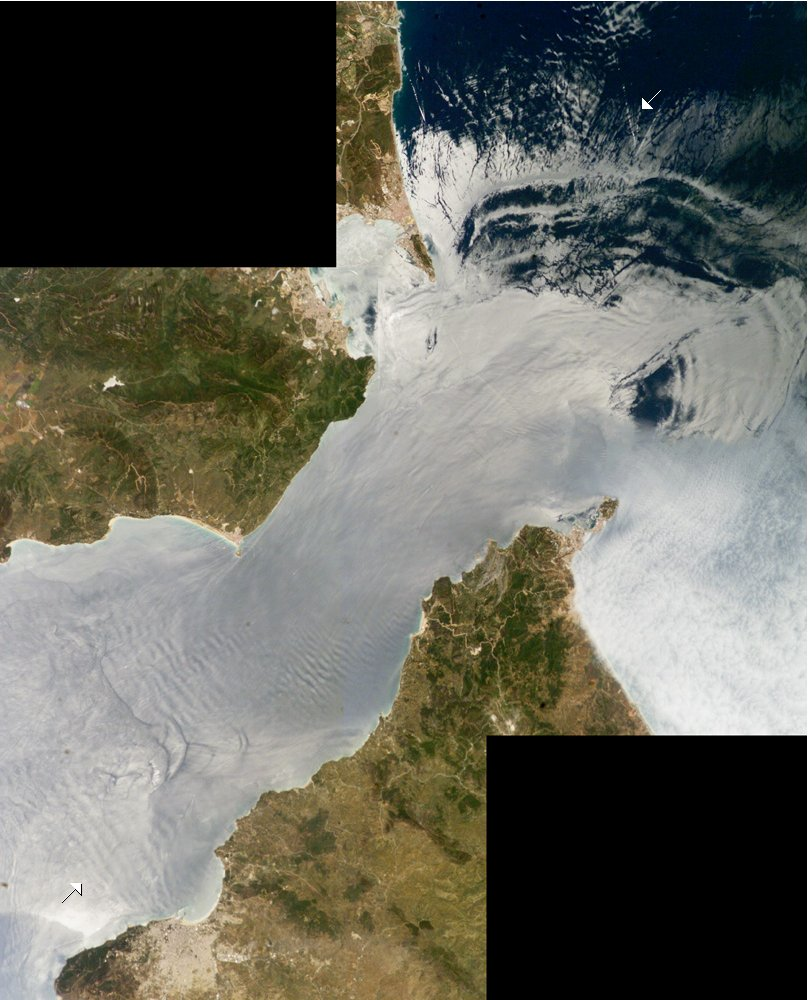
L'estret de Gibraltar amb el mar Mediterrani a la part superior dreta. Les ones internes (marcades amb fletxes) són causades per l'aigua que flueix per l'estret (a baix a l'esquerra, a dalt a la dreta).

L'aigua flueix per l'estret de manera més o menys continuada cap a l'est i cap a l'oest. Una quantitat menor d'aigües més profundes, més salades i, per tant, més denses s'obren contínuament cap a l'oest de la sortida del Mediterrani, mentre que una quantitat més gran d'aigües superficials amb menor salinitat i densitat s'obren contínuament cap a l'est de l’entrada del Mediterrani. Aquestes tendències generals de flux es poden interrompre ocasionalment durant breus períodes per fluxos de marea temporals, depenent de diverses alineacions lunars i solars. Així i tot, en conjunt i al llarg del temps, el balanç del cabal d'aigua és cap a l'est, a causa d'una taxa d'evaporació dins de la conca mediterrània superior a l'abocament conjunt de tots els rius que hi desemboquen. A l'extrem occidental de l'estret hi ha el Camarinal Sill, el punt més baix de l'estret que limita la barreja entre les aigües fredes i menys salines de l'Atlàntic i les càlides aigües mediterrànies.
Les aigües mediterrànies són molt més salades que les de l'Atlàntic que s'enfonsen per sota de l'aigua que entra constantment i formen una capa d'aigua de fons altament salina (termohalina, tant càlida com salada). Aquesta capa d'aigua del fons s'obre constantment cap a l'Atlàntic a mesura que la sortida del Mediterrani. Al vessant atlàntic de l'estret, un límit de densitat separa les aigües de sortida del Mediterrani de la resta a uns 100 m de profunditat. Aquestes aigües surten i baixen pel vessant continental, perdent salinitat, fins que comencen a barrejar-se i equilibrar-se més ràpidament, molt més lluny a una profunditat d'uns 1000 m. La capa d'aigua de sortida mediterrània es pot rastrejar durant milers de quilòmetres a l'oest de l'estret, abans de perdre completament la seva identitat.
Durant la Segona Guerra Mundial, els submarins alemanys van utilitzar els corrents per passar al mar Mediterrani sense ser detectats, mantenint el silenci amb els motors apagats. Des de setembre de 1941 fins al maig de 1944 Alemanya va aconseguir enviar 62 submarins al Mediterrani. Tots aquests vaixells van haver de navegar per l'estret de Gibraltar controlat pels britànics on nou submarins van ser enfonsats mentre intentaven el pas i 10 més van haver d'interrompre la seva carrera a causa dels danys. Cap submarí va tornar a l'Atlàntic i tots van ser enfonsats a la batalla o enfonsats per les seves pròpies tripulacions.

### Ones internes
Les ones internes (ones a la capa límit de densitat) sovint són produïdes per l'estret. Com el trànsit que es conflueix en una autopista, el cabal d'aigua es restringeix en ambdós sentits perquè ha de passar per sobre de l'ampit del Camarinal. Quan grans cabals de marea entren a l'estret i la marea alta es relaxa, es generen onades internes a l'ampit de Camarinal i avancen cap a l'est. Tot i que les ones es poden produir fins a grans profunditats, de vegades les ones són gairebé imperceptibles a la superfície, d'altres vegades es poden veure clarament en imatges de satèl·lit. Aquestes ones internes continuen fluint cap a l'est i es refracten al voltant de les característiques costaneres. De vegades es poden localitzar fins a 100 km i de vegades creen patrons d'interferència amb ones refractades.

## Aigües territorials
Excepte pel seu extrem oriental, l'estret es troba dins de les aigües territorials d'Espanya i el Marroc. El Regne Unit reclama 3 nmi al voltant de Gibraltar al costat nord de l'estret, posant-ne una part dins de les aigües territorials britàniques. Com que això és inferior a les 12 nmi màxim, vol dir, segons l'afirmació britànica, que una part de l'estret es troba en aigües internacionals. La propietat de Gibraltar i les seves aigües territorials és disputada per Espanya. De la mateixa manera, el Marroc disputa la sobirania espanyola sobre Ceuta a la costa sud. Hi ha diversos illots, com la disputada Illa Perejil, que són reivindicats tant pel Marroc com per Espanya.
D'acord amb la Convenció de les Nacions Unides sobre el Dret de la Mar, els vaixells que passen per l'estret ho fan sota el règim de pas de trànsit, en lloc del pas innocent més limitat permès a la majoria de les aigües territorials. Per tant, una embarcació o avió té llibertat de navegació o sobrevol amb la finalitat de creuar l'estret de Gibraltar.

## Generació d'energia
Alguns estudis han proposat la possibilitat d'aixecar centrals generadores d'energia mareomotriu dins de l'Estret, que s'alimentin amb el corrent previsible a l'Estret.
A les dècades de 1920 i 1930, el projecte Atlantropa va proposar l'embassament de l'estret per generar grans quantitats d'electricitat i baixar el nivell del mar de la Mediterrània en diversos centenars de metres per crear nous grans terrenys per a l'assentament. Tanmateix, aquesta proposta tindria efectes devastadors sobre el clima i l'ecologia locals i canviaria dràsticament la força del monsó d'Àfrica Occidental.}

## Geologia

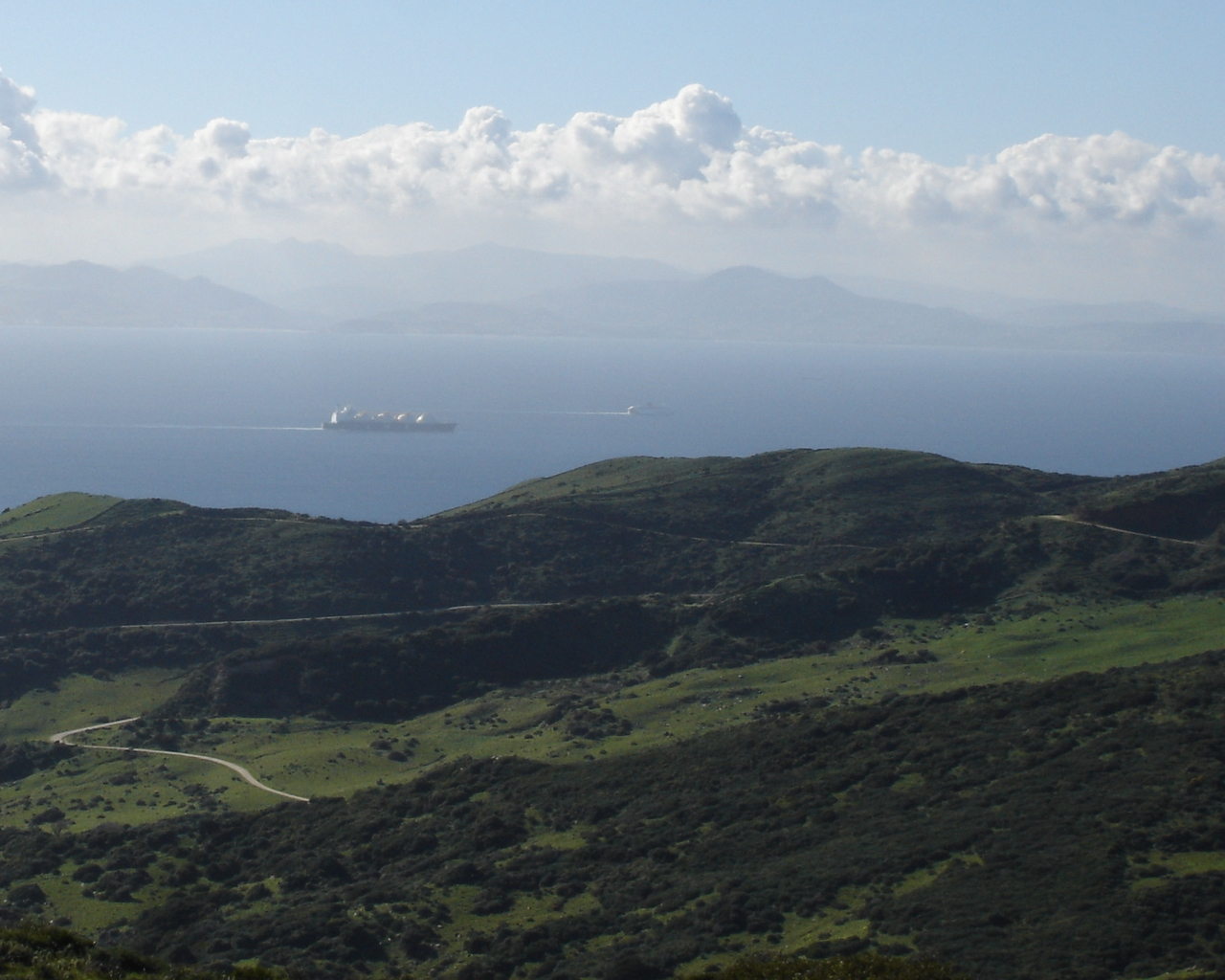
Vista de l'estret de Gibraltar des dels turons de Tarifa, Espanya

El fons marí de l'Estret està format per flysch argilòs sinorogènic Betic-Rif cobert per sediments calcaris del Pliocè i/o del Quaternari, procedents de comunitats de coralls pròsperes d'aigua freda. Les superfícies de roca del fons exposada, els sediments gruixuts i les dunes de sorra locals donen fe de les fortes condicions del corrent de fons en l'actualitat.
Al voltant de fa 5,9 milions d'anys, la connexió entre el mar Mediterrani i l'oceà Atlàntic al llarg del corredor Bètic i Rifan es va anar restringint progressivament fins al seu tancament total, provocant efectivament que la salinitat del Mediterrani augmentés periòdicament dins del rang de deposició de guix i sal, durant el que es coneix com la Crisi de salinitat del Messinià. En aquest entorn de química de l'aigua, les concentracions de minerals dissolts, la temperatura i els corrents d'aigua quieta es van combinar i es van produir regularment per precipitar moltes sals minerals en capes al fons del mar. L'acumulació resultant de diversos enormes jaciments de sal i minerals al voltant de la conca mediterrània està directament relacionada amb aquesta època. Es creu que aquest procés va durar poc temps, segons els estàndards geològics, va durar entre 500.000 i 600.000 anys.
S'estima que, si l'estret es tanqués fins i tot al nivell del mar més alt d'avui, la major part de l'aigua de la conca del Mediterrani s'evaporaria en només mil anys, com es creu que va fer llavors, i un esdeveniment d'aquest tipus dipositaria mineral que ara es troben sota el fons marí a tot el Mediterrani.
Després d'un llarg període d'intercanvi d'aigua intermitent restringit o nul entre l'oceà Atlàntic i la conca mediterrània, aproximadament fa 5,33 milions d'anys, la connexió Atlàntic-Mediterrani es va restablir completament a través de l'estret de Gibraltar per la riuada de Zanclean, i ha romàs oberta des de llavors. L'erosió produïda per les aigües entrants sembla ser la principal causa de la profunditat actual de l'Estret (900 m a l'estret, 280 m a l'ampit de Camarinal). S'espera que l'estret torni a tancar-se a mesura que la placa africana es mou cap al nord en relació amb la placa eurasiàtica, però a escala de temps geològica més que humana.

## Biodiversitat
BirdLife International ha identificat l'estret com una zona important per a les aus a causa dels centenars de milers d'ocells marins que l'utilitzen cada any per migrar entre el Mediterrani i l'Atlàntic, incloent-hi un nombre significatiu de pardela de baldriga cendrosa mediterrània i Baleàrica, gavina corsa i gavià fosc, gavot i fraret atlàntic.
Al voltant de l'estret viu un grup d'orques resident d'uns 36 individus, un dels pocs que queden a les aigües d'Europa occidental. El grup es pot extingir en les dècades vinents a causa dels efectes a llarg termini de la contaminació amb PCB.

## Història

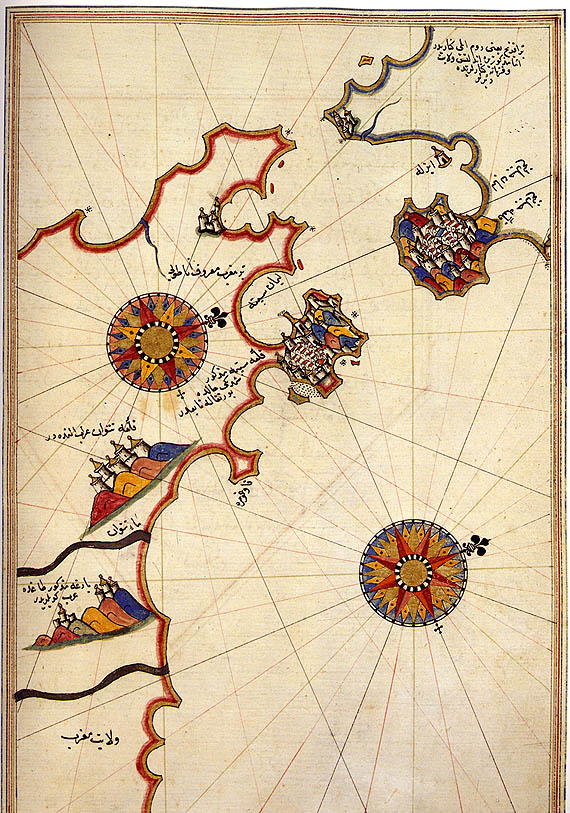
Mapa històric de l'estret de Gibraltar de Piri Reis

Les proves de la primera habitació humana de la zona per part dels neandertals es remunten a fa 125.000 anys. Es creu que el Penyal de Gibraltar podria haver estat un dels últims llocs avançats d'habitants neandertals al món, amb evidència de la seva presència allà fa només 24.000 anys. L'evidència arqueològica de l'habitació de l'Homo sapiens a la zona es remunta c. 40.000 anys.
La distància relativament curta entre les dues costes ha servit com a punt de pas ràpid per a diversos grups i civilitzacions al llarg de la història, inclosos els cartaginesos que van fer campanya contra Roma, els romans que viatjaven entre les províncies d'Hispània i Mauritània, els vàndals que van assaltar cap al sud des de Germania a través de l'oest de Roma i cap al nord. Àfrica al segle v, moros i berbers als segles VIII-XI, i Espanya i Portugal al segle xvi.
A partir de l'any 1492, l'estret va començar a tenir un cert paper cultural en actuar com a barrera contra la conquesta entre canals i el flux de cultura i llengua que naturalment seguiria aquesta conquesta. En aquell any, l'últim govern musulmà al nord de l'estret va ser enderrocat per una força espanyola. Des d'aleshores, l'estret ha vingut a fomentar el desenvolupament de dues cultures molt diferents i variades a banda i banda d'ell després de compartir pràcticament la mateixa cultura durant més de 500 anys, des del segle viii fins a principis del segle xiii.
A la part nord, la cultura cristianoeuropea ha continuat dominant des de l'expulsió de l'últim regne musulmà el 1492, juntament amb la llengua espanyola romànica, mentre que a la part sud, l'àrab musulmà/mediterrani ha estat dominant des de la propagació de l'islam a la zona. Nord d'Àfrica al segle vii, juntament amb la llengua àrab. Durant els darrers 500 anys, la intolerància religiosa i cultural, més que la petita barrera de viatge que presenta l'estret, ha passat a actuar com un poderós agent d'execució de la separació cultural que hi ha entre aquests dos grups.
El petit enclavament britànic de la ciutat de Gibraltar presenta un tercer grup cultural que es troba a l'estret. Aquest enclavament es va establir per primera vegada el 1704 i des de llavors ha estat utilitzat per Gran Bretanya per actuar com a garantia per al control de les vies marítimes d'entrada i sortida del Mediterrani.
Després del Cop d'estat del 18 de juliol, l'Armada Republicana espanyola va intentar bloquejar l'estret de Gibraltar per dificultar el transport de tropes de l'Exèrcit d'Àfrica des del Marroc espanyol a l'Espanya peninsular. El 5 d'agost de 1936 l'anomenat Convoy de la victoria va poder travessar l'estret com a mínim 2.500 homes, trencant el bloqueig republicà.

## Importància en la història

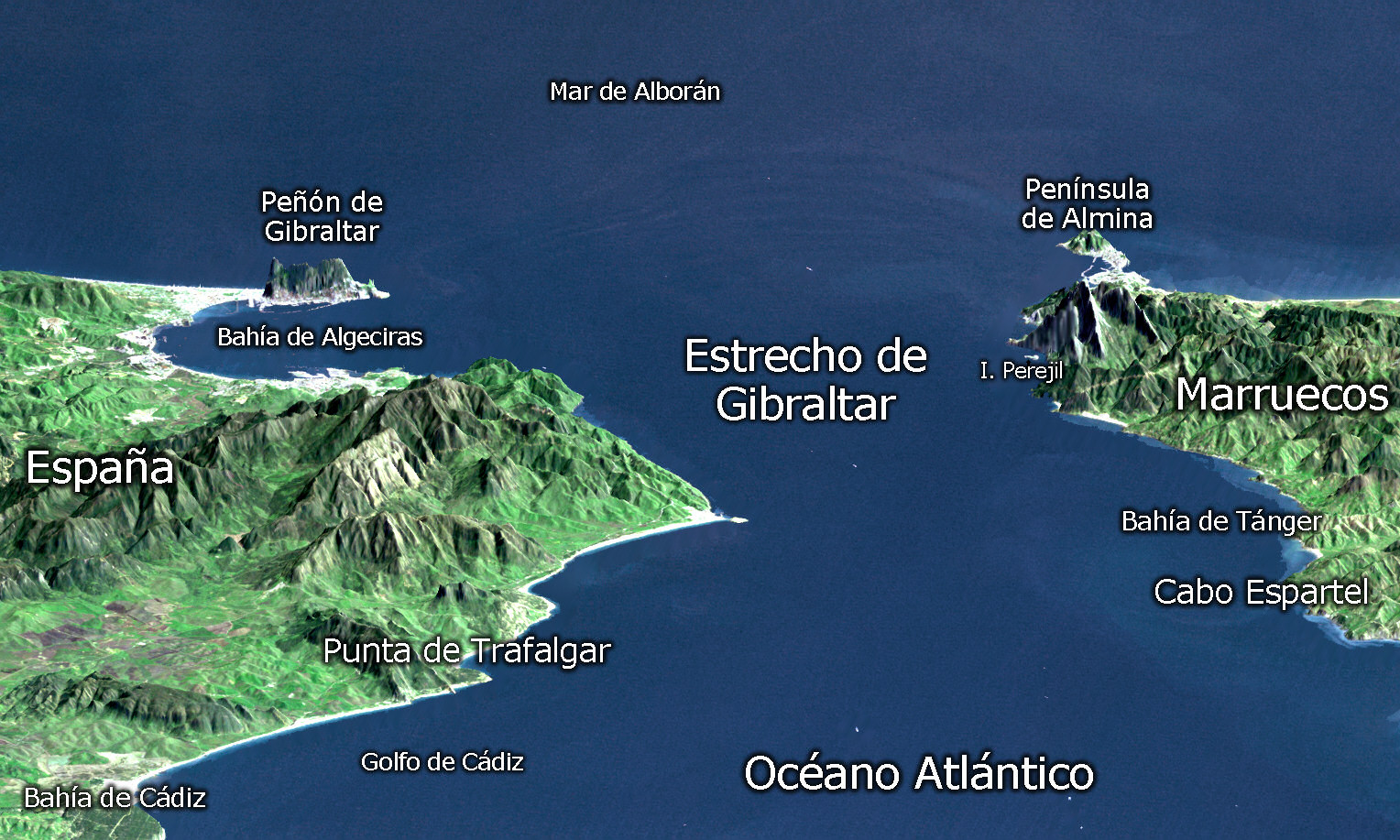
Representació en 3D, mirant cap a l'est en direcció al Mediterrani

A causa de la seva posició estratègica com a sortida de la mar Mediterrània als oceans i punt de pas entre dos continents, ha estat escenari de nombrosos intercanvis des de la prehistòria.
En els últims segles ha provocat nombroses lluites, sent el punt d'inici de la conquesta musulmana de la península ibèrica, la presa de Gibraltar, la batalla de Trafalgar o com a escenari de la Segona Guerra Mundial. En l'actualitat representa un important pas marítim per al trànsit naval, el que es demostra amb el volum de trànsit del Port d'Algesires, un dels més importants d'Europa.

## Geopolítica
L'estret de Gibraltar té una posició estratègica molt important. Els vaixells que naveguen de l'Atlàntic a la Mediterrània i viceversa passen a través d'aquest estret. Moltes persones que viatgen d'Europa cap a Àfrica i viceversa també ho fan creuant l'estret. Hom ha establert carrils de navegació per facilitar-hi el trànsit.
Darrerament, l'estret és escenari habitual d'intents d'entrada a la Unió Europea per part d'africans que hi veurien refusada la immigració per canals legals. No tots són reeixits, sigui per l'enfonsament de les barques emprades per a la travessa (sovint molt sobrecarregades), sigui per la intercepció dels serveis politicomilitars espanyols. Pel constant degoteig de morts és considerat un problema humanitari de primer nivell a Espanya, on rep un seguiment periodístic quotidià, si bé cap política no ha reeixit a esmenar-lo.

## Comunicacions
L'estret és una important ruta marítima des de la mar Mediterrània fins a l'Atlàntic. Hi ha transbordadors que operen entre Espanya i el Marroc a través de l'estret, així com entre Espanya i Ceuta i entre Gibraltar i Tànger.

### Túnel de l'Estret de Gibraltar
La discussió entre Espanya i el Marroc d'un túnel sota l'estret va començar als anys vuitanta. El desembre de 2003, ambdós països van acordar explorar la construcció d'un túnel ferroviari submarí per connectar els seus sistemes ferroviaris a través de l'estret. L'ample del carril seria de 1435 mm per fer coincidir la construcció proposada i la conversió de parts importants del sistema de via ampla existent a ample estàndard. Mentre el projecte es va mantenir en una fase de planificació, els funcionaris espanyols i marroquins es van reunir per discutir-lo ocasionalment, inclòs el 2012. Aquelles converses no van fer que no passés res constructiu, però l'abril del 2021 els ministres d'ambdós països van acordar una reunió intergovernamental conjunta que se celebraria a Casablanca els mesos vinents. Això va ser per reprendre les discussions sobre un túnel. Abans, el gener de 2021, el govern del Regne Unit havia estudiat els plans d'un túnel per unir Gibraltar amb Tànger que substituiria el projecte hispano-marroquí que fins aleshores no havia tingut resultats tangibles després de més de 40 anys de discussions.